# Gloydius
Gloydius is een geslacht van slangen uit de familie adders (Viperidae) en de onderfamilie groefkopadders (Crotalinae).

## Naam en indeling
De wetenschappelijke naam van de groep werd voor het eerst voorgesteld door Alphonse Richard Hoge en Sylvia Alma Renata Wilma de Lemos Romano-Hoge in 1981. Er zijn 21 soorten, inclusief de pas in 2019 beschreven soort Gloydius huangi. De slangen werden eerder aan andere geslachten toegekend, zoals Coluber, Trigonocephalus en Agkistrodon.
Het soortenaantal verandert regelmatig op basis van nieuwe inzichten. De voormalige soort Gloydius saxatilis wordt tegenwoordig niet meer erkend. De soorten Gloydius caraganus en Gloydius caucasicus werden tot 2019 beschouwd als ondersoorten van de Halys-adder (Gloydius halys).

## Verspreiding en habitat
De slangen komen voor in delen van Azië en leven in de landen Noord-Korea, Zuid-Korea, China, Rusland, Mongolië, Iran, Kazachstan, Oezbekistan, Tadzjikistan, Kirgizië, Afghanistan, Mongolië, Turkmenistan, Pakistan, India, Bhutan, Nepal, Mongolië, Japan en Azerbeidzjan. De habitat bestaat uit gematigde bossen, graslanden, scrublands en rotsige omgevingen.

## Beschermingsstatus
Door de internationale natuurbeschermingsorganisatie IUCN is aan vijf soorten een beschermingsstatus toegewezen. Drie soorten worden beschouwd als 'veilig' (Least Concern of LC), een soort als 'onzeker' (Data Deficient of DD) en een soort als 'kwetsbaar' (Vulnerable of VU).

## Soorten
Het geslacht omvat de volgende soorten, met de auteur en het verspreidingsgebied.
| Naam                         | Auteur                                         | Verspreidingsgebied                                                                                        |
| ---------------------------- | ---------------------------------------------- | --- |
| Gloydius angusticeps         | Shi, Yang, Huang, Orlov & Li, 2018             | China |
| Gloydius blomhoffii          | Boie, 1826                                     | Japan, Korea, China, Rusland                                                                               |
| Gloydius brevicauda          | Stejneger, 1907                                | Noord-Korea, Zuid-Korea, China, Rusland                                                                    |
| Gloydius caraganus           | Eichwald, 1831                                 | Oezbekistan, Turkmenistan, Tadzjikistan, Kirgizië, Kazachstan                                              |
| Gloydius caucasicus          | Nikolsky, 1916                                 | Turkmenistan, Azerbeidzjan, Iran, Afghanistan                                                              |
| Gloydius cognatus            | Gloyd, 1977                                    | China |
| Halys-adder (Gloydius halys) | Pallas, 1776                                   | China, Iran, Rusland, Kazachstan, Oezbekistan, Tadzjikistan, Kirgizië, Afghanistan, Mongolië, Turkmenistan |
| Gloydius himalayanus         | Günther, 1864                                  | Pakistan, India, Bhutan, Nepal                                                                             |
| Gloydius huangi              | Wang, Ren, Dong, Jiang, Shi, Siler & Che, 2019 | China |
| Gloydius intermedius         | Strauch, 1868                                  | Noord-Korea, Zuid-Korea, China, Rusland                                                                    |
| Gloydius lijianlii           | Jiang & Zhao, 2009                             | China |
| Gloydius liupanensis         | Liu, Song & Luo, 1989                          | China |
| Gloydius monticola           | Werner, 1922                                   | China |
| Gloydius qinlingensis        | Song & Chen, 1985                              | China |
| Gloydius rickmersi           | Wagner, Tiutenko, Borkin & Simonov, 2015       | Kirgizië                                                                                                   |
| Gloydius rubromaculatus      | Shi, Li & Liu, 2017                            | China |
| Gloydius shedaoensis         | Zhao, 1979                                     | China |
| Gloydius stejnegeri          | Rendahl, 1933                                  | China, Mongolië                                                                                            |
| Gloydius strauchi            | Bedriaga, 1912                                 | China |
| Gloydius tsushimaensis       | Isogawa, Moriya & Mitsui, 1994                 | Japan |
| Gloydius ussuriensis         | Emelianov, 1929                                | Noord-Korea, Zuid-Korea, China, Rusland, Mongolië                                                          |